# Hélène Fournier
Hélène Fournier   (Cussay, 23 de desembre de 1904 - Rochecorbon, 29 de març de 1994) de nom de soltera Hélène Pellault fou una figura de la resistència de l'Indre i Loira, on va tenir un paper actiu d'ajuda als passatgers clandestins de la línia de demarcació que separa en dos el departament, des del començament de l'estiu de 1940 fins l'1 de març de 1943. Va ser l'única supervivent del comboi del 24 de gener de 1943.

## Biografia
Filla d'un ferrer socialista i laic, va prendre el nom del seu marit, Fournier, en casar-se. La parella va regentar una botiga d'alimentació a Tours, al carrer Febvotte, 98. Durant la Segona Guerra Mundial es va comprometre amb la xarxa de la resistència Libé-Nord i la seva botiga va esdevenir un punt de transmissió de missatges per a la xarxa. Igualment, va albergar i ajudar persones clandestines, perseguides o investigades per la seva activitat a la resistència.

### El comboi dels 31.000
El 29 d'octubre de 1942 va ser detinguda, arran d'una denúncia, i va ser empresonada amb el número 1183 a la presó de Tours. Va restar a la presó fins al 7 de novembre de 1942, en companyia d'altres vint dones de Tours, i posteriorment les van traslladar al camp alemany de Romainville, a Seine-Sant-Denis, al municipi de les Lilas. Hi va ser detinguda amb Elisabeth Le Port. El 24 de gener de 1943 les presoneres van ser traslladades al camp de Royallieu i després deportades al camp d'Auschwitz amb el comboi anomenat dels 31.000, format per 230 dones i 1.530 homes. Aquest comboi és el primer comboi mixt que va portar dones de la resistència francesa en el marc de l'operació Nacht und Nebel, la meitat de les quals eren resistents comunistes. Només en van sobreviure 49 i, de les 20 dones de Tours deportades, Hélène Fournier va ser l'única supervivent. També formaven part d'aquest comboi Danielle Casanova i Marie-Claude Vaillant-Couturier. El comboi dels 31.000 va inspirar el llibre de l'escriptora Charlotte Delbo Ningú de nosaltres tornarà, així com el de Caroline Moorehead, Un tren a l'hivern. El 2013 un festival de teatre aficionat va retre homenatge al comboi dels 31.000 amb l'obra de Gérard Thévenin.

### Detenció a Birkenau i Ravensbrück

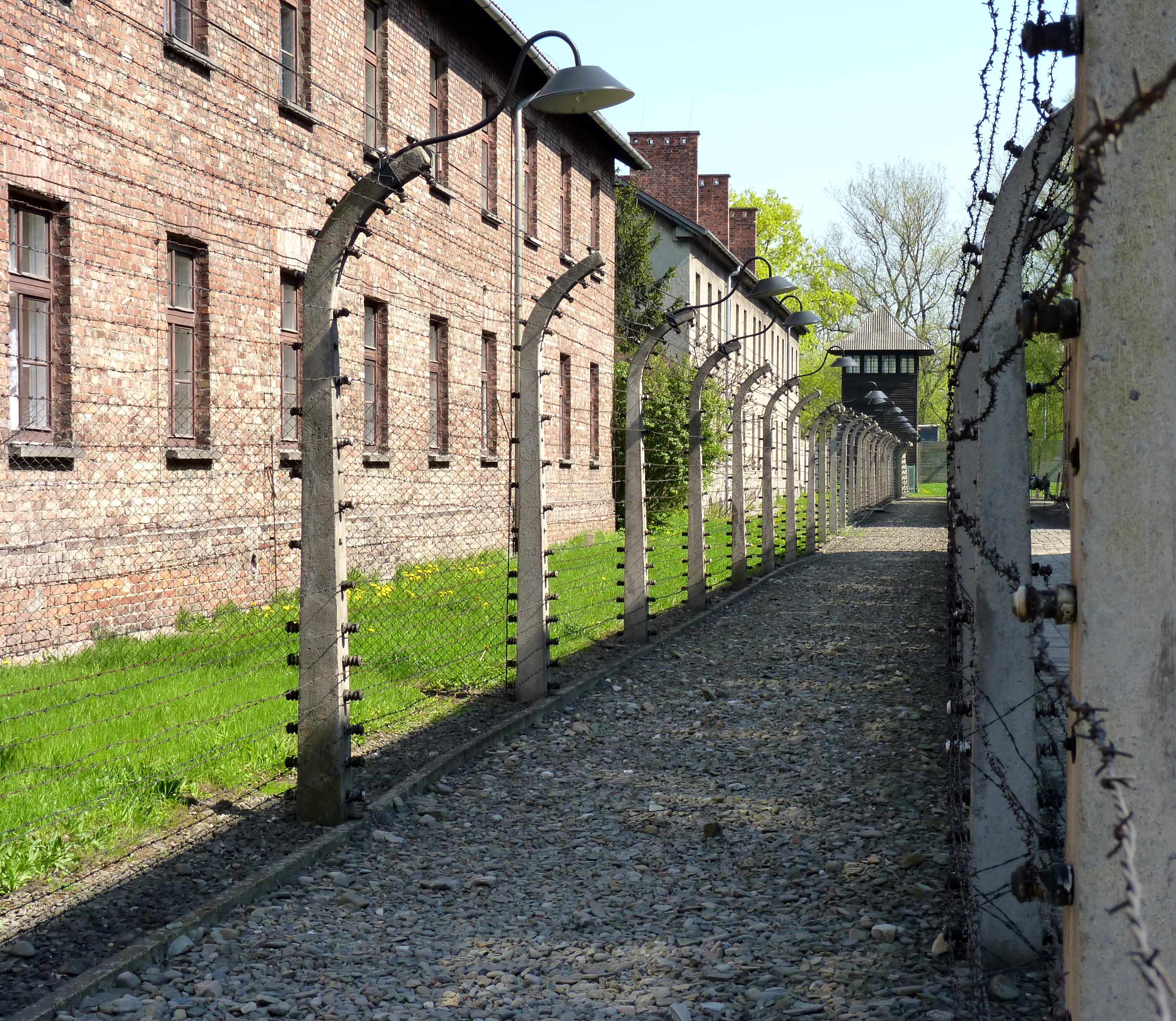
Auschwitz - Barraques i tanca del camp de concentració

Tant ella com les seves companyes de Tours van estar empresonades al camp d'extermini de Birkenau. Entre d'altres, l'acompanyaven Rachel Deniau, Mary Gabb (que va morir el mateix dia de la seva arribada al camp), Germaine Jaunay i Elisabeth Le Port. Aquesta darrera la va descriure a la seva correspondencia com una persona que no compartia. Mentre intentava reconfortar Germaine Jaunay, aquesta última li va replicar "Per què tornar, per ser abatudes?". Pel que fa a Rachel Deniau, el seu nom figura sobre l'estela en memòria de les deportades a Amboise i un carrer porta el seu nom a La Croix-en-Touraine. Després de la seva arribada a Birkenau, va emmalaltir de tifus i va treballar als comandaments. Al maig de 1942 era l'única francesa que quedava a Birkenau; la resta havien estat deportades a Polònia, a Raïsko, o eren mortes. Va aconseguir ser admesa com a netejadora al revier (terme utilitzat als camps nazis per designar la instal·lació mèdica per als presos), gràcies a Marie-Claude Vaillant-Couturier.
El 2 d'agost de 1944 la van transferir al camp de Ravensbrück i el 2 de març de 1955 al camp de Mauthausen.

### Retorn a Tours
Va tornar a Tours l'1 de maig de 1945. Era l'única supervivent de les vint dones deportades i va assumir la càrrega d'anunciar a les famílies la defunció i les condicions de detenció de les seves familiars al camp de Birkenau.

El març de 1966 va rebre la Legió d'Honor. També va ser reconeguda com a caporal de la Resistència francesa.

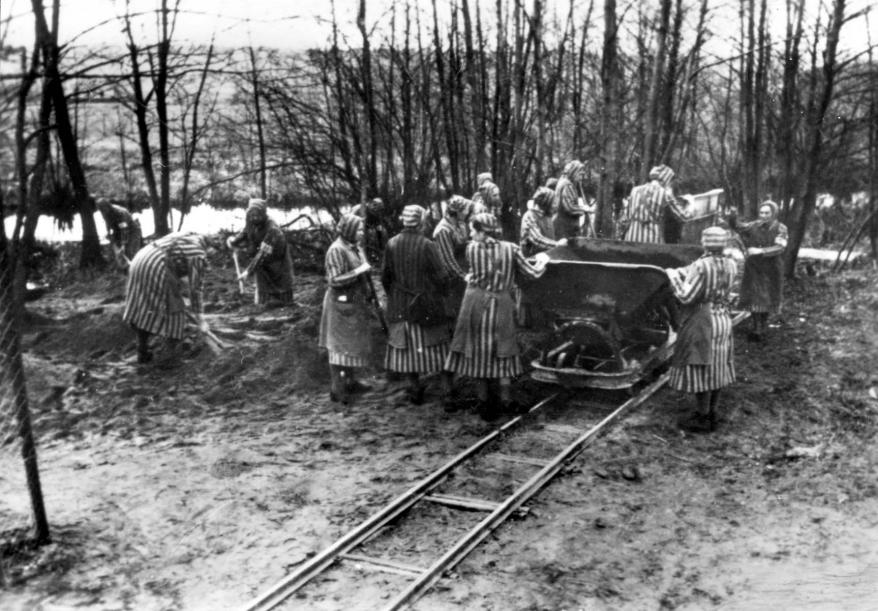
Presoneres al camp de concentració de Ravensbrück

## Dones de Tours deportades amb Hélène Fournier
- Francisca Goutayer, coneguda també com Cica, número 31.780: cambrera al restaurant Parisien de Tours, denunciada per Antoinette Bibault i morta al revier de Birkenau l'abril de 1943,[1]

- Marie Louise Gabb, amb cognom de soltera Thomas, nascuda el 24 de març de 1891 a Amboise[12] i morta el 16 de febrer de 1943.

- Rachel Deniau, número de fitxa 31.773: va néixer l'1 de maig de 1899 a la Croix-de-Bléré, cartera.[13]

- Germaine Jaunay, número 31.782, amb cognom de soltera Mouzé: va néixer el 12 d'octubre de 1898 a Francueil, al lloc anomenat «La Bergerie», tieta de Rachel Deniau, morta al revier de Birkenau a l'edat de 53 anys.[14]

- Elisabeth Le Port, número 31.786: nascuda al 9 d'abril de 1919 a Lorient, Morbihan, mestra. Denunciada per una de les seves alumnes, va morir de disenteria el 14 de març de 1943 a l'edat de 24 anys al revier de Birkenau.[15] A la seva classe a Sant-Christophe-sobre-el-Neixo hi ha una placa commemorativa.[16]

- Marcelle Laurillou, cognom de soltera Mardelle: nascuda el 19 de novembre de 1914 a Perrusson, va ser denunciada per una dona anomenada Email, i va morir de disenteria el 20 d'abril de 1943 a Birkenau.[17]

- Raymonde Sergent, número de fitxa 31.790, cognom de soltera Delalande: nascuda el 18 d'agost de 1903 a Saint-Martin-le-Beau, restauradora al Cafè Hotel de la Unió, morta el 30 d'abril de 1943 al revier de Birkenau. Éss l'última de les dones de Tours que Hélène Fournier va acompanyar en els seus darrers moments. A Saint-Martin-le Beau hi ha un carrer que porta el seu nom. Ha estat condecorada a títol pòstum amb la medalla de la Resistència Francesa, la medalla militar, la medalla de la deportació i amb la Creu de Guerra.[18]

- Emilia Kérisit, coneguda com Léa, número 31.783, cognom de soltera Baliteau: nascuda el 30 de juliol de 1895 a Jaunay-Clan, infermera. Va cooperar sovint amb Jeanne Goupille a les xarxes d'ajudes a les persones clandestines i el 23 de setembre de 1942 la van detenir. Diagnosticada de tifus, va ser sotmesa a tortura l'abril de 1943 i va morir el 25 de maig d'aquell any.[19]

- Germaine Maurici, número 31.788: va néixer el 8 de maig de 1918 a Vou i va morir d'una pneumònia al revier de Birkenau el 23 de febrer de 1943.[20]